# 土岐治頼
土岐 治頼（とき はるより）は、戦国時代の武将。常陸江戸崎城（現在の茨城県稲敷市）城主。美濃国守護・土岐政房の三男。別名は原 治頼 または江戸崎 治頼とも呼ばれた。

## 経歴
文亀2年（1502年）、美濃国守護・土岐政房の三男として生まれた。
初めは大須三郎と名乗っていたが、一族の土岐原氏（江戸崎土岐氏）の要請を受けて永正年間に前当主であった原景成の養女を娶り、婿養子として家督を相続した。
この土岐原氏（江戸崎土岐氏）は、土岐氏一門の蜂屋氏の庶流で、単に「原氏」と呼ばれていた。美濃国恵那郡遠山荘原郷（現在の岐阜県恵那市山岡町原）を根拠としたが、原秀成が関東管領・上杉憲方に従って関東に下向し、常陸国信太郡に所領を与えられ同地に定着。以後、原氏は近接する下総国の原氏（千葉氏一族）との区別の意味も含めて「土岐原氏」「江戸崎土岐氏」と称した。ところが、明応6年5月17日（1497年6月17日）に秀成の曾孫にあたる4代目景成の死後、後継者が定まらずに家中が混乱し、その間に隣接する小田氏に江戸崎城を奪われてしまう有様であった。このため、家臣らは宗家当主である土岐政房に次期当主の選定を要請したのである。
新当主となった治頼は関東管領・上杉憲房らの支援を受けつつ旧領奪還に成功し、大永年間には景成時代の勢力圏を回復した。また、天文11年（1542年）に家臣の斎藤道三によって領国を追われた兄である美濃守護・土岐頼芸から救援を要請されており、後に美濃奪還に失敗し江戸崎まで落ち延びてくると系図及び家宝を譲渡された（天文12年（1543年）とされるが、時期については異説あり）。以後、治頼は家名を元の「土岐」に戻して土岐宗家の当主となった。
南常陸に名門土岐氏の再興を図るべく小田氏との戦いを続けて、一時は小田氏側の岡見氏を傘下に置くなど優勢を保った。しかし、小田氏が関東において急速に台頭する後北条氏と手を結ぶと、上杉氏側にあった治頼は次第に苦境に立たされていく。さらに佐竹氏の南下も加わってその対応に苦慮する中、弘治2年（1557年）に病死した。